# Dandigenahalli, Channagiri
Dandigenahalli là một làng thuộc tehsil Channagiri, huyện Davanagere, bang Karnataka, Ấn Độ.